# كليف مارشال
كليف مارشال (بالإنجليزية: Cliff Marshall)‏ (4 نوفمبر 1955 بليفربول في المملكة المتحدة - 24 نوفمبر 2021) هو لاعب كرة قدم بريطاني في مركز الهجوم. لعب مع نادي إيفرتون ونادي ساوثبورت وميامي طوروز ‏.

## وصلات خارجية
- كليف مارشال على موقع قاعدة بيانات كرة القدم.إي يو (الإنجليزية)